# 張準 (明朝)
張準（15世紀—16世紀），字立之，江西九江府德化縣人，明朝政治人物。

## 生平
張準自幼失去父親，孝順侍奉母親，篤志向學，是嘉靖十年（1531年）辛卯科江西鄉試舉人，授寶應知縣，縣內多水患，他修築堤壩保障人民，人稱為「張公堤」，陞雷州同知，九年內為政明慎，曾奉詔討伐黎族人，又拿出徵稅餘羨修路二十里，個人衣食則如布衣一樣，府民刻石紀念其功，再陞福建鹽運司同知，因和時事不合辭官，鄉居二十多年不務生產、不謀貨利，人稱清風。

## 引用
1. 1 2  同治《【江西】德化縣志·卷三十二·人物志》：張準，字立之，幼孤貧，事母以孝，苦志向學，嘉靖辛卯中鄉試，官寶應知縣，縣衝疲多水患，準築堤安民，至今有「張公堤」，擢雷州同知，奉詔討廣黎，奏凱獻功，在郡多惠政，雷人刻石以紀其績，祀奉不衰，陞福建鹽運同，與時不合遂請命歸里，林下近二十年不務生產、不殖貨利，飲食衣服猶類寒儒，咸謂清可風世。
2. ↑  嘉慶《雷州府志·卷十·名宦志》：張準，九江人，舉人，嘉靖間任府同知，佐郡九載蒞政明慎，徵糧羨餘悉伐石以修南渡路二十里而遙，雷瓊行人德之，清白之操始終不變，自奉澹若布衣，遷運同去，民頌之不已。